# Dolmen de Aguas Tuertas
El dolmen Aguas Tuertas, también llamado dolmen del Salto y caseta del Duende por las leyendas que circulan sobre él, es un monumento megalítico, los restos de una tumba de corredor, situada en el valle de Aguas Tuertas, en el municipio de Ansó, en el Pirineo aragonés (España).

## Descripción
El dolmen de Aguas Tuertas se inscribe en el conjunto megalítico formado por este dolmen, el del Cardal y el del puerto de Escalé y se relaciona con los conjuntos de Acherito y Guarrinza, los dos dólmenes junto a la calzada del Puerto de Palo, los de la Selva de Oza y el yacimiento de la Corona de los Muertos.
Se sitúa a 1600 m de altitud, en el Pirineo oscense, en una situación privilegiada a la entrada del valle de Aguas Tuertas, rodeado por altas montañas, entre el río Aragón Subordán y la base del promontorio de la Glera.
Se trata de un dolmen modesto de una única cámara del que no se conservan rastros del túmulo. Compuesta por tres ortostatos verticales abiertos al noroeste y una losa de cubierta horizontal colocada sobre ellos. Existe una cuarta losa vertical más pequeña a modo de cierre. Las medidas de la cámara interior son de 2,20×0,75 m y 0,8 m de altura. Los ortostatos son de arenisca y conglomerado y tienen los siguientes tamaños:
- Lateral 1: 1,85 x 0,95 x 0,42 m.
- Lateral 2: 0,78 x 0,64 x 0,22 m.
- Lateral 3: 2,44 x 0,94 x 0,26 m.
- Cerramiento: 0,92 x 0,54 x 0,14 m.
- Cobertora: 2,00 x 2,70 x 0,35 m.

Los estudios lo datan del III milenio antes de Cristo, a finales del Eneolítico.

## Acceso
El domen se encuentra en el valle de Aguas Tuertas, por el que transcurre el Aragón Subrodán. Se accede por la pista (GR-11) que va desde la Selva de Oza hacia la cabecera del Aragón Subrodán y el ibón de Escalé, hasta la entrada de Aguas Tuertas y su refugio. El dolmen se encuentra a la izquierda del camino, cerca de la cabaña, en la orilla opuesta.

## Descubrimiento y estudio
Los primeros estudios de la zona son de la década de 1940 y fueron realizados por Martín Almagro. Diez años más tarde Antonio Beltrán también exploró la zona de Aguas Tuertas con ayuda de la Escuela Militar de Montaña de Jaca. A partir de 1972 sería Teresa Andrés quien realizó un estudio completo en el que localizó nuevos megalitos.

## Leyendas
La leyenda dice que el dolmen era una caseta en la que vivía el duende que vigilaba el acceso al valle de Aguas Tuertas.

Cuenta la leyenda que en lo más profundo del dolmen de Achar habita, ya hace más de seis mil inviernos, un aguerrido duendecillo cuya principal misión es la de salvaguardar la entrada al valle de Aguas Tuertas. Para ello sin ser visto observa a quien se acerca al valle y también a quien está ya en él para decidir si son dignos de disfrutar de tan bello rincón y expulsar de mil ingeniosas formas a quien por alguna razón no lo sea.